# Sibylle Gabrielle Riquetti de Mirabeau
Sibylle Aimée Marie-Antoinette Gabrielle Riquetti de Mirabeau, após o casamento Condessa de Martel, que usou em literatura o pseudônimo Gyp, foi uma romancista francesa nascida em Coétsal, perto de Plumergat (Bretanha) em 16 de agosto de 1849 e falecida em 28 de junho de 1932, em Neuilly-sur-Seine.

## Biografia
Filha de Joseph-Arundel de Riquetti, Conde de Mirabeau (1820-1860), que foi o bisneto de Victor Riqueti de Mirabeau, Marquês de Mirabeau, economista do século XVIII e sobrinho-neto de Honoré Gabriel Riqueti de Mirabeau, Conde de Mirabeau, o célebre orador revolucionário. Sibylle era descendente de Octave Mirabeau, reacionário irmão mais novo de André-Bonifácio-Louis de Riquetti, Visconde de Mirabeau, (1754-1792) conhecido como Mirabeau Tonneau por causa da atitude notória em que quebrou sua espada na frente da Assembleia Revolucionária Francesa (onde representou a nobreza de Limosino), amargamente clamando: “Agora que o rei desistiu de seu Reino, um nobre já não precisa de uma espada para lutar por ele!”.
Embora em suas memórias Gyp ter afirmado que nasceu em 15 de agosto, acontece ter sido aniversário de Napoleão Bonaparte. W.Z. Silvermann defende que, pela certidão de nascimento de Sibylle, ela nasceu na manhã de 16 de agosto de 1849. Na referida certidão de nascimento, alterada a pedido escrito de seu pai, seu nome foi especificado como Sibylle Aimée Marie-Antoinette Gabrielle, nessa ordem.
Sibylle foi a última dos Mirabeau, e cresceu em crítica permanente por não ter sido um menino para continuar a ilustre linhagem. Quando ainda criança, seus pais se separaram e ela seguiu a sua mãe, nascida Marie Le Harivel de Gonneville, que se instalou em Nancy na residência da família, Carrière. Sua mãe também foi escritora, e contribuiu com Le Figaro. Seu avô, antigo oficial da Grande Armée, foi o responsável por sua educação. Ela aprendeu esgrima, equitação e dança clássica. Seu pai a levou a Frohsdorf, residência do Conde de Chambord.
Com a morte do pai, em 1860, ela se distanciou mais de sua mãe, que se engajara socialmente na literatura, publicando em vários periódicos, sob vários pseudônimos. Em 2 de dezembro de 1867, Sibylle casou com o Conde Roger de Martel de Janville, com quem teve 3 filhos. O jovem casal se instalou em Paris, onde Sibylle posou para Jean-Baptiste Carpeaux, e depois em Nancy. Durante a guerra de 1870, Roger de Martel esteve em Le Havre e aliou-se a Félix Faure, o futuro Presidente da República. Em 1879, Martel se instalaram permanentemente em Neuilly-sur-Seine, entre a rua de Chézy e o boulevard Bineau.

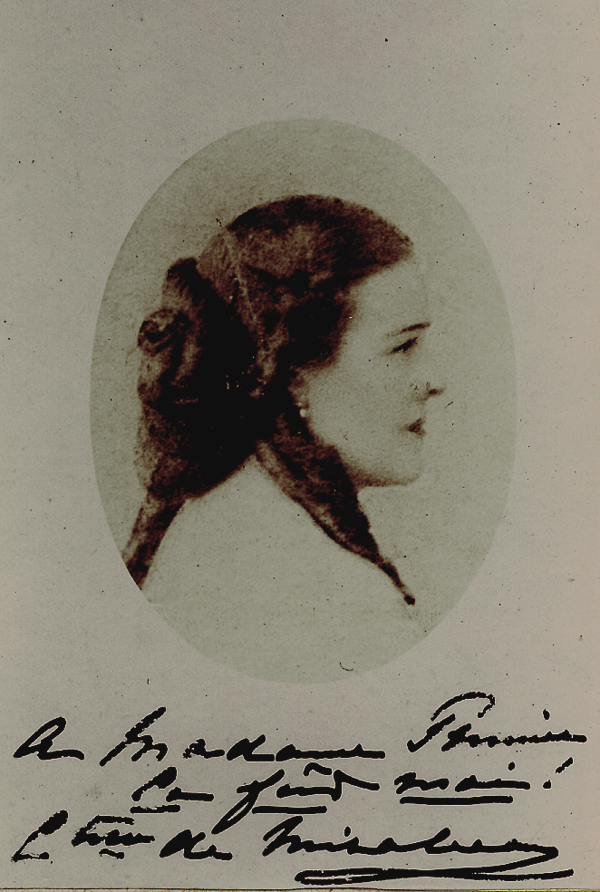
Marie de Mirabeau, mãe de Sibylle.

A Condessa de Martel começou a publicar alguns textos em La Vie parisienne, em fevereiro de 1877, e depois em La Revue des Deux Mondes. A partir de 1880, ela começou a publicar em volumes, sob o pseudônimo “Gyp”, escrevendo todas as noites, num total de 120 obras, as quais alcançaram grande sucesso: Petit Bob (1882), Les Chasseurs,  Un trio turbulent,  Autour du mariage (1883), Ce que femme veut (1883), Sans voiles (1885), Autour du divorce (1886), Dans le train (1886), Mademoiselle Loulou (1888), Bob au salon (1889), L'Éducation d'un prince (1890), Passionette (1891), Oh! la grande vie (1891), Une Élection à Tigre-sur-mer (1890), Mariage civil (1892), Ces bons docteurs (1892) De haut en bas (1893), Le Mariage de Chiffon, popularizado pelo cinema (1894), Leurs âmes (1895), Le Cœur d'Ariane (1895), Le Bonheur de Ginette (1896), Totote (1897), Lune de miel (1898), Israël (1898), L'Entrevue (1899), Le Pays des champs (1900), Trop de chic (1900), Le Friquet (1901), La Fée (1902), Un Mariage chic (1903), Un Ménage dernier cri (1903), Maman (1904), Le Cœur de Pierrette (1905), Les Flanchards (1917), Souvenirs d'une petite fille (1927-1928), entre outros.
Toda essa grande produção atualmente está completamente esquecida, apesar de mostrar senso de diálogo, sagacidade, humor, e grande capacidade de observação. Gyp zomba da felicidade da sociedade a que ela pertence, e cria personagens arquetípicas interessantes, porém, muitos dos seus romances estão imbuídos de um certo antissemitismo e demasiado patriotismo, o que pode ter causado o seu ostracismo atual.
A Condessa de Martel foi boulangista, antidreyfus, embora tenha sida amiga de Anatole France, a ponto de ele lhe confiar sua filha Suzanne após o divórcio, esta passando todos os domingos em Neuilly, na casa da Condessa de Martel, e apaixonadamente nacionalista, como a maioria dos concidadãos com a perda da Alsácia-Lorena. Ela publicou em La Vie parisienne, de março de 1897 a maio de 1898, um jornal fictício de um famoso defensor da Dreyfus, Ludovic Trarieux, que foi condenado por difamação.
Falha a sua tentativa de trazer para o palco Autour du mariage. Mademoiselle Ève (1895) obteve maior mais sucesso, mas Gyp não foi feita para ser autora dramática.
A última Mirabeau recebia em sua casa todos os domingos, a partir de meio-dia e jantar, em Neuilly, e sua casa foi um lugar popular da vida parisiense; muitas personalidades da vida social e artística da época ali passaram: Robert de Montesquiou, Marcel Proust, Edgar Degas, Maurice Barrès, Anatole France, Paul Valery, Alphonse Daudet, Jean-Louis Forain, Auguste Vimar, Lucien Corpechot e Edgar Demange.
Em sérias dificuldades financeiras, aliviadas pela sua produção literária, mesmo assim em 1895 ela comprou o Castelo de Mirabeau, o que completou a sua ruína. Ela vendeu-o em 1907 para Maurice Barrès.
Gyp foi a mãe do neurocirurgião Thierry de Martel, que cometeu suicídio com a entrada dos alemães em Paris, em 14 de junho de 1940.

## Obras
- La Vertu de la baronne, Calmann-Lévy, 1882
- Petit Bob, Calmann-Lévy, 1882
- Autour du mariage, Calmann-Lévy, 1883, comédia em 5 atos
- Ce que femme veut, Calmann-Lévy, 1883
- Un homme délicat, Calmann-Lévy, 1884
- Le Monde à côté, Calmann-Lévy, 1884
- Plume et Poil, Calmann-Lévy, 1884
- Elle et Lui, Calmann-Lévy, 1885
- Sans voiles !, Calmann-Lévy, 1885
- Le Druide, roman parisien, Victor-Havard, 1885
- Le Plus heureux de tous, 1885
- Autour du divorce, Calmann-Lévy, 1886
- Dans l'train, Victor-Havard, 1886
- Joies conjugales, Calmann-Lévy, 1887
- Pour ne pas l'être ?, Calmann-Lévy, 1887
- Les Chasseurs, Calmann-Lévy, 1887
- Mademoiselle Loulou, Calmann-Lévy, 1888
- Petit Bleu, Calmann-Lévy, 1888
- Bob au salon, Calmann-Lévy, 1888
- Pauvres petites femmes, Calmann-Lévy, 1888
- Les Séducteurs, Calmann-Lévy, 1888
- Bob à l'exposition, Calmann-Lévy, 1889
- Ohé, les psychologues!, Calmann-Lévy, 1889
- Mademoiselle Ève, Calmann-Lévy, 1889
- Tout-à-l'égout !, Calmann-Lévy, 1889, pequena revisão em 3 atos e um prólogo, representado em Paris, no Helder, em 10 de janeiro de 1889
- Une élection à Tigre-sur-Mer, racontée par Bob, 1890
- L'Éducation d'un prince, Calmann-Lévy, 1890
- Ô province !, Calmann-Lévy, 1890
- Ohé, la grande vie !, Calmann-Lévy, 1891
- Un raté, Calmann-Lévy, 1891
- Une passionnette, Calmann-Lévy, 1891
- Monsieur Fred, Calmann-Lévy, 1891
- Mariage civil, Calmann-Lévy, 1892
- Tante Joujou, Calmann-Lévy, 1892
- Monsieur le duc, Calmann-Lévy, 1892
- Madame la duchesse, Calmann-Lévy, 1893
- Pas jalouse, Calmann-Lévy, 1893
- Le Treizième, Calmann-Lévy, 1894
- Du haut en bas, Georges Charpentier e Éditions Fasquelle, 1894
- Le Journal d'un philosophe, Charpentier et Fasquelle, 1894
- Le Mariage de Chiffon, Calmann-Lévy, 1894
- Professional Lover, Calmann-Lévy, 1894
- Le Cœur d'Ariane, Calmann-Lévy, 1895
- Ces bons normands, Calmann-Lévy, 1895
- Leurs âmes, Calmann-Lévy, 1895
- Les Gens chics, Charpentier et Fasquelle, 1895
- Bijou, Calmann-Lévy, 1896
- Ohé, les dirigeants!, Léon Chailley, 1896
- Le Bonheur de Ginette, Calmann-Lévy, 1896
- Eux et elle, Calmann-Lévy, 1896
- Le Baron Sinaï, Charpentier et Fasquelle, 1897
- La Fée surprise, Calmann-Lévy, 1897
- En balade: images coloriées du petit Bob, Mongredien, 1897
- Joie d'amour, Calmann-Lévy, 1897
- Totote : roman inédit, Librairie Nilsson, 1897
- Ces bons docteurs ! , Calmann-Lévy, 1898
- Israël, Flammarion, 1898
- Miquette, Calmann-Lévy, 1898
- Journal d'un grinchu, Flammarion, 1898
- Sportmanomanie, Calmann-Lévy, 1898
- Lune de miel, Calmann-Lévy, 1898
- Les Femmes du colonel, Flammarion, 1899
- Les Izolâtres, Juven, 1899
- Les Cayenne de Rio, Flammarion, 1899
- L'Entrevue, Librairie Nilsson, 1899
- Monsieur de Folleuil, Calmann-Lévy, 1899
- Balancez vos dames, Librairie Nilsson, 1900
- Trop de chic !, Calmann-Lévy, 1900
- Journal d'une qui s'en fiche, Juven, 1900
- Martinette, Librairie Nilsson, 1900
- Jacquette et Zouzou, Flammarion, 1901
- Friquet, Flammarion, 1901
- Un mariage chic, Flammarion, 1902
- La Fée, Librairie Nilsson, 1902
- L'Âge du mufle, Juven, 1902
- Les Amoureux, Juven, 1902
- Les Chapons, Juven, 1902
- Sœurette, Juven, 1902
- Les Chéris, Juven, 1903
- Les Petits amis, Juven, 1903
- Un ménage dernier cri, Flammarion, 1903
- Cloclo, Flammarion, 1904
- Pervenche, Juven, 1904
- Les Poires, Juven, 1904
- Les Froussards, Flammarion, 1904
- Maman, Librairie Nilsson, 1904
- Geneviève, Juven, 1905
- Le Cœur de Pierrette, Fayard, 1905
- Journal d'un casserolé, Juven, 1905
- Le Cricri, Juven, 1907
- L'Âge du toc, Flammarion, 1907
- La Bonne galette, Fayard, 1907
- Doudou, Librairie Nilsson, 1907
- La Paix des champs, Juven, 1908
- La Bassinoire, Flammarion, 1908
- La Chasse de Blanche, nouvelles, Flammarion, 1909
- Entre la poire et le fromage, Juven, 1909
- L'Amoureux de Line, Flammarion, 1910
- Les Petits joyeux, Calmann-Lévy, 1910
- Totote, Fayard, 1911
- Le Bonheur de Ginette
- L'Affaire Débrouillard-Delatamize, Calmann-Lévy, 1911
- La Bonne fortune de Toto, Calmann-Lévy, 1911
- La Ginguette, Flammarion, 1911
- La Meilleure amie, Fayard, 1912
- Fraîcheur, Calmann-Lévy, 1912
- Napoléonette, Calmann-Lévy, 1913
- La Dame de Saint-Leu, Calmann-Lévy, 1914
- Pauvres petites femmes
- La Petite pintade bleue, Calmann-Lévy, 1914
- Les Séducteurs
- Les Flanchards, 1917
- Les Profitards, Fayard, 1918
- Souricette, Calmann-Lévy, 1922
- Le coup du lapin,1929
- Du Temps des Cheveux et des Chevaux, Calmann-Lévy, 1929
- Celui qu'on aime, Flammarion, 1931
- Le Chambard, Le Livre moderne illustré, Ferenczi & fils, 1931
- Doudou, 2.ª edição 1931
- La Joyeuse Enfance de la III République, Calmann-Lévy, 1931

Teatro
- Sauvetage, peça em 1 ato, 19 de abril de 1890, Théâtre d'Application
- Napoléonette, peça em 5 atos e um prólogo, do romance homônimo, representado no Teatro Sarah-Bernhardt, em 29 de maio de 1919, publicado no L'Illustration em 1921.

## Cinema
- Le Mariage de Chiffon, filme de Claude Autant-Lara (1942) com Odette Joyeux no papel título
- Le Mariage de Chiffon adaptação da televisão francesa (2010)

## Gyp em língua portuguesa
- Casamento de Chiffon, Coleção Biblioteca das Moças, da Companhia Editora Nacional, apenas uma edição, em 1930, tradução de Mário Sette[5].